# Pavel Košir
Pavel Košir (tudi Koschier), slovenski učitelj in zbiralec ljudskega blaga, * 28. junij 1878, Loga vas (nem. Augsdorf) pri Vrbi na Koroškem, † 18. april 1925, Prevalje.

## Življenjepis
Košir je od leta 1892 do 1897 obiskoval učiteljišče v Celovcu, nato služboval na osnovnih šolah v Bistrici v Rožu, v Črnečah, potem na meščanski šoli v Velikovcu (1906–1919). Po koncu prve svetovne vojne  mu je Narodna vlada v Ljubljani poverila organizacijo slovenskega šolstva v velikovškem okraju in ga imenovala za okrajnega šolskega nadzornika, od 1920 do smrti pa je bil šolski upravitelj na Prevaljah.

## Delo
Poleg učiteljskega poklica se je Košir ukvarjal tudi z etnologijo, zbiranjem domačih ljudskih običajev na Koroškem. Zanimala ga je predvsem ljudska miselnost, kako se izraža v narodnih pesmih, rekih, vremenskih pravilih, vražah, prerokovanjih. Bil je marljiv zbiratelj tega narodopisnega blaga. Dve nemški razpravi: Transplantation, ein Beitrag zur Volksmedizin in Kärnten ter Zur Volkskunde in Kärnten je objavil v zgodovinskem delu Carinthije (1912), v Koledarčku Učiteljskega doma za 1914 je zbral Pregovore iz slovenskega Korotana, v Mladi Jugoslaviji, listu za slovensko koroško mladino (1919–1920), kateremu je bil leta 1920 izdajatelj in urednik, je pisal o koroških ljudskih plesih. Izdal je zbirko koroških pravljic Gor čez izaro (Ljubljana, 1922) in zbirko koroških popevk Sijaj, sijaj, solnčice (Ljubljana, 1923). Najvažnejše pa je njegovo bogato gradivo: Ljudska medicina na Koroškem. Velik pomen je Košir pripisoval tudi vrtnarstvu ne le s praktičnega, ampak tudi z narodno-vzgojnega vidika. V Velikovcu je vzorno oskrboval majhen vrt, na Prevaljah pa uspešno deloval kot načelnik podružnice Sadjarskega in vrtnarskega društva.